# Noyal-sous-Bazouges
Noyal-sous-Bazouges (bret. Noal-Bazeleg) – miejscowość i gmina we Francji, w regionie Bretania, w departamencie Ille-et-Vilaine.
Według danych na rok 1990 gminę zamieszkiwało 378 osób, a gęstość zaludnienia wynosiła 25 osób/km² (wśród 1269 gmin Bretanii Noyal-sous-Bazouges plasuje się na 901. miejscu pod względem liczby ludności, natomiast pod względem powierzchni na miejscu 660.).